# 布鲁索沃市镇
布鲁索沃市镇（俄语：Брусовское муниципальное образование）是俄罗斯联邦伊尔库茨克州泰舍特区所属的一个市镇。其下辖有1个居民点，行政中心为布鲁索沃。据2016年统计，该市镇的人口为0人。